# Les Essards (Charente)
Pour les articles homonymes, voir Les Essards.
Les Essards sont une commune du Sud-Ouest de la France, située dans le département de la Charente (région Nouvelle-Aquitaine).
Ses habitants sont les Essartais et les Essartaises.

## Géographie

### Localisation et accès
Les Essards est située dans le Sud Charente à 5 km au sud-ouest d'Aubeterre-sur-Dronne et est limitrophe avec le département de la Dordogne qui est sur la rive gauche de la Dronne.
Le bourg est aussi à 4 km au nord de Saint-Aulaye, 7 km au sud-est de Chalais, 17 km de Ribérac, 45 km d'Angoulême sa préfecture, 47 km de Périgueux et 70 km de Bordeaux.
À l'écart des grandes routes, le bourg est desservi par la D 138 et la D 139. La D 78 de Bazac à Aubeterre passe à 0,7 km au nord-ouest. La D 77 de Chalais à Saint-Aulaye traverse le sud de la commune. La D 17 de Saint-Aulaye à Aubeterre passe dans la vallée de la Dronne au sud-est de la commune.
La gare la plus proche est celle de Chalais, desservie par des TER à destination d'Angoulême et de Bordeaux.

### Hameaux et lieux-dits
La commune ne compte pas de véritables hameaux, mais de nombreuses fermes. On peut cependant citer la Vergne, près du bourg, le Bost, le Temple, Puychaud, la Faye, etc..

### Communes limitrophes
Les Essards est limitrophe de six autres communes, dont deux dans le département de la Dordogne. Au sud-est, la commune dordognaise de Saint Aulaye-Puymangou n'est limitrophe que sur une centaine de mètres.
| Rouffiac                 | Saint-Romain               |                                   |
| Saint-Quentin-de-Chalais | des Essards                | Bonnes                            |
|                          | Parcoul-Chenaud (Dordogne) | Saint Aulaye-Puymangou (Dordogne) |

### Géologie et relief
La commune est occupée par le Campanien (Crétacé supérieur), calcaire crayeux qui occupe une grande partie du Sud Charente. Cette formation est très localement recouverte par des alluvions anciennes, sable et galets parfois enrobés d'argile (chez Briand), datant du Quaternaire, ou des altérites argileuses lors de ces périodes de glaciations, zones actuellement boisées (la Barrerie, le Maine Saquet). La vallée de la Dronne, au sud, est occupée par des alluvions plus récentes (partie inondable), parfois accumulées en basses terrasses,,.
Le relief de la commune est celui d'un plateau bordé au sud par la vallée de la Dronne. Le point culminant de la commune est à une altitude de 145 m, situé au nord du bourg. Le point le plus bas est à 31 m, situé à l'extrémité sud-ouest au confluent de la Beuronne et de la Dronne. Le bourg, construit sur une crête, est à 125 m d'altitude.

### Hydrographie

#### Réseau hydrographique

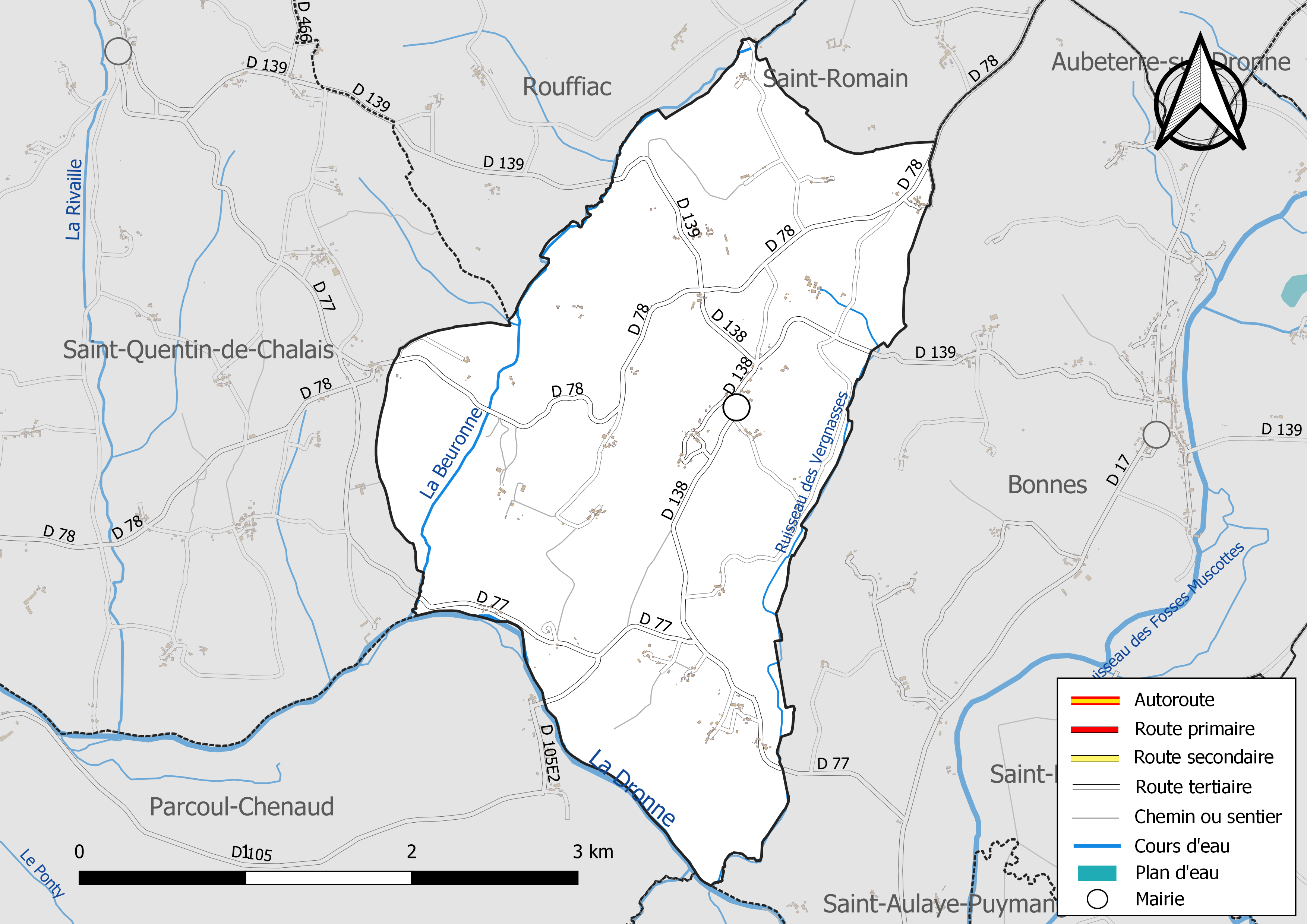
Réseaux hydrographique et routier des Essards.

La commune est située dans le bassin de la Dordogne, au sein  du Bassin Adour-Garonne. Elle est drainée par la Dronne, la Beuronne, le ruisseau des Vergnasses et par un petit cours d'eau, qui constituent un réseau hydrographique de 7 km de longueur totale,.
La Dronne arrose le sud de la commune. D'une longueur totale de 200,56 km, elle prend sa source en Haute-Vienne, dans la commune de Bussière-Galant, et se jette  dans l'Isle en Gironde à Sablons, après avoir traversé 51 communes.
La Beuronne, petit affluent descendant de Saint-Romain, arrose la bordure occidentale communale. Quelques petits étangs la jalonnent.
À l'est, un ruisseau intermittent dit « des Vergnasses » nait dans la commune et marque la limite avec Bonnes.

#### Gestion des eaux
Le territoire communal est couvert par le schéma d'aménagement et de gestion des eaux (SAGE) « Isle - Dronne ». Ce document de planification, dont le territoire regroupe les bassins versants de l'Isle et de la Dronne, d'une superficie de 7 500 km2, a été approuvé le 2 août 2021. La structure porteuse de l'élaboration et de la mise en œuvre est l'établissement public territorial de bassin de la Dordogne (EPIDOR). Il définit sur son territoire les objectifs généraux d’utilisation, de mise en valeur et de protection quantitative et qualitative des ressources en eau superficielle et souterraine, en respect des objectifs de qualité définis dans le troisième SDAGE  du Bassin Adour-Garonne qui couvre la période 2022-2027, approuvé le 10 mars 2022.

### Climat
Comme dans les trois quarts sud et ouest du département, le climat est océanique aquitain.

### Milieux naturels et biodiversité
Aux Essards, la vallée de la Dronne fait partie de la ZNIEFF de type II nommée « Vallées de la Nizonne, de la Tude et de la Dronne en Poitou-Charentes »,.
Vingt-deux espèces déterminantes d'animaux y ont été répertoriées :
- un amphibien : la Rainette verte (Hyla arborea) ;
- un crustacé, l'Écrevisse à pattes blanches (Austropotamobius pallipes) ;
- cinq insectes dont trois lépidoptères : l'Azuré de la sanguisorbe (Phengaris teleius), le Cuivré des marais (Lycaena dispar) et le Fadet des laîches (Coenonympha oedippus) et deux odonates : l'Agrion de Mercure (Coenagrion mercuriale) et la Cordulie à corps fin (Oxygastra curtisii) ;
- sept mammifères : la Loutre d'Europe (Lutra lutra) et le Vison d'Europe (Mustela lutreola), ainsi que cinq chauves-souris : le Murin à moustaches (Myotis mystacinus), l'Oreillard roux (Plecotus auritus), la Pipistrelle de Kuhl (Pipistrellus kuhlii), le Petit rhinolophe (Rhinolophus hipposideros) et la Sérotine commune (Eptesicus serotinus) ;
- quatre oiseaux : l'Alouette lulu (Lullula arborea), le Martin-pêcheur d'Europe (Alcedo atthis), le Milan noir (Milvus migrans) et le Tarier des prés (Saxicola rubetra) ;
- trois poissons : le Chabot commun (Cottus gobio), la Lamproie de Planer (Lampetra  planeri) et le Toxostome (Parachondrostoma toxostoma) ;
- un reptile : la Cistude (Emys orbicularis).

Vingt-neuf autres espèces animales (quatre mammifères et vingt-cinq oiseaux) y ont été recensées.

## Urbanisme

### Typologie
Au 1er janvier 2024, Les Essards est catégorisée commune rurale à habitat très dispersé, selon la nouvelle grille communale de densité à 7 niveaux définie par l'Insee en 2022.
Elle est située hors unité urbaine et hors attraction des villes,.

### Occupation des sols
L'occupation des sols de la commune, telle qu'elle ressort de la base de données européenne d’occupation biophysique des sols Corine Land Cover (CLC), est marquée par l'importance des territoires agricoles (83,4 % en 2018), en augmentation par rapport à 1990 (81,2 %). La répartition détaillée en 2018 est la suivante : 
terres arables (37,7 %), zones agricoles hétérogènes (37,3 %), forêts (16,6 %), prairies (8,5 %). L'évolution de l’occupation des sols de la commune et de ses infrastructures peut être observée sur les différentes représentations cartographiques du territoire : la carte de Cassini (XVIIIe siècle), la carte d'état-major (1820-1866) et les cartes ou photos aériennes de l'IGN pour la période actuelle (1950 à aujourd'hui).

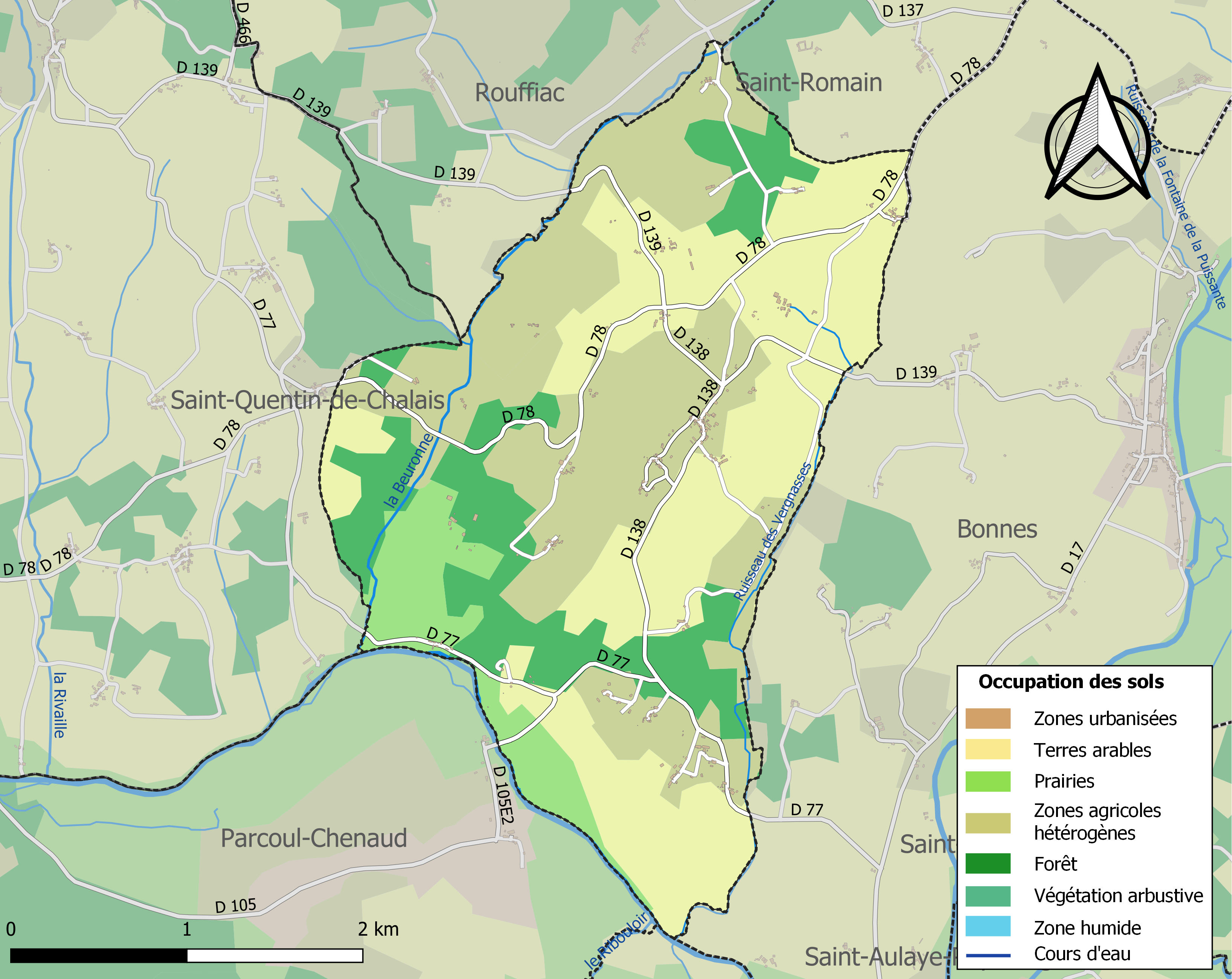
Carte des infrastructures et de l'occupation des sols de la commune en 2018 (CLC).

### Risques majeurs
Le territoire de la commune des Essards est vulnérable à différents aléas naturels : météorologiques (tempête, orage, neige, grand froid, canicule ou sécheresse) et séisme (sismicité faible). Un site publié par le BRGM permet d'évaluer simplement et rapidement les risques d'un bien localisé soit par son adresse soit par le numéro de sa parcelle.

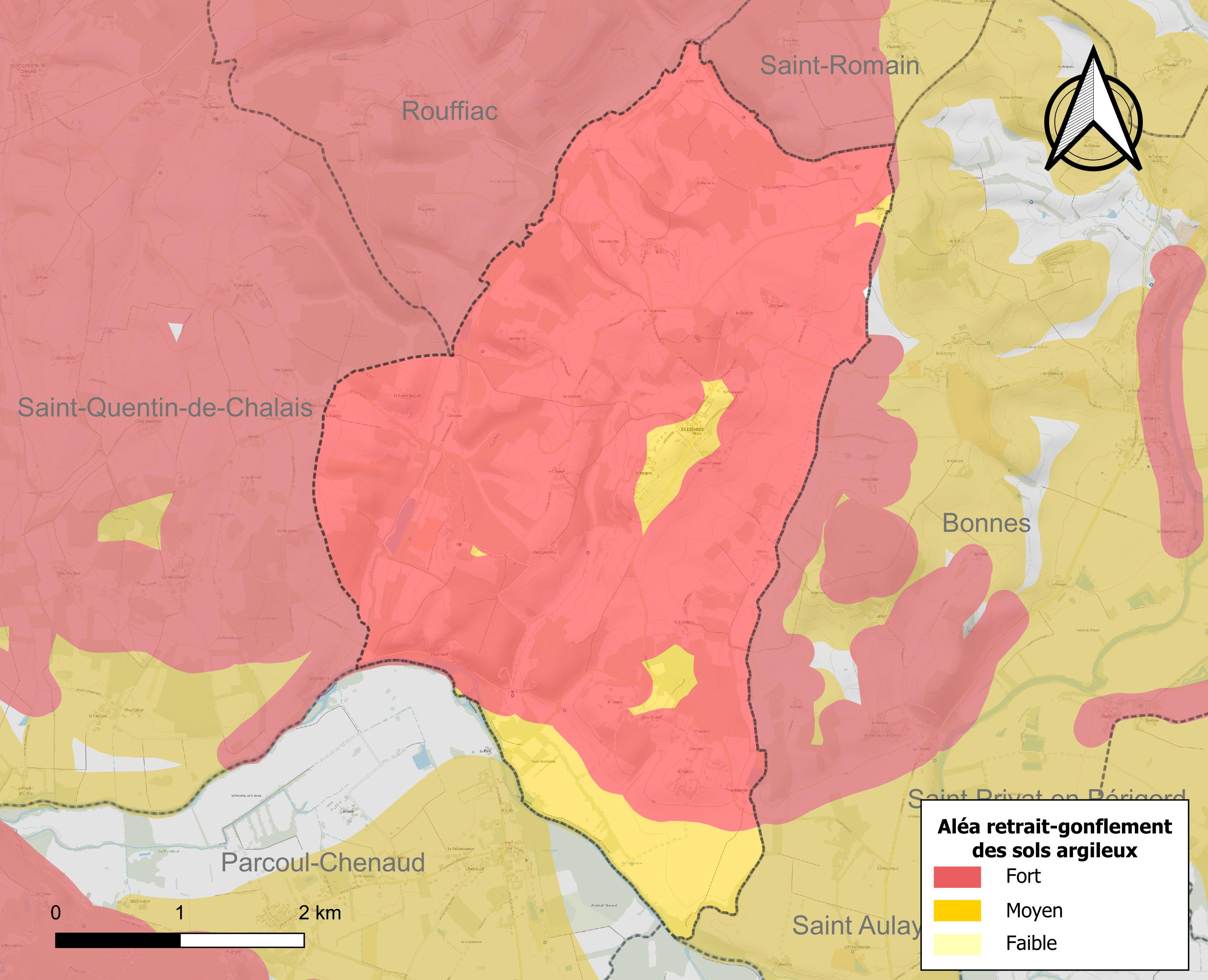
Carte des zones d'aléa retrait-gonflement des sols argileux des Essards.

Le retrait-gonflement des sols argileux est susceptible d'engendrer des dommages importants aux bâtiments en cas d’alternance de périodes de sécheresse et de pluie. La totalité de la commune est en aléa moyen ou fort (67,4 % au niveau départemental et 48,5 % au niveau national). Sur les 150 bâtiments dénombrés sur la commune en 2019,  150 sont en aléa moyen ou fort, soit 100 %, à comparer aux 81 % au niveau départemental et 54 % au niveau national. Une cartographie de l'exposition du territoire national au retrait gonflement des sols argileux est disponible sur le site du BRGM,.
Par ailleurs, afin de mieux appréhender le risque d’affaissement de terrain, l'inventaire national des cavités souterraines permet de localiser celles situées sur la commune.
La commune a été reconnue en état de catastrophe naturelle au titre des dommages causés par les inondations et coulées de boue survenues en 1982, 1983, 1992 et 1999. Concernant les mouvements de terrains, la commune a été reconnue en état de catastrophe naturelle au titre des dommages causés par la sécheresse en 1990, 1997 et 2011 et par des mouvements de terrain en 1999.

## Toponymie
Les formes anciennes sont Essartis, Isars, Issart, Escharts (non datées, mais avant le XVIe siècle), Eysars au XIIIe siècle.
L'origine du nom des Essards remonte au bas latin exsarta qui signifie « les terres défrichées ». Ce nom est courant en Charente et il y a six autres lieux-dits qui portent ce nom (dont un au singulier : l'Essart), avec aussi une commune homonyme en Charente-Maritime.

### Limite linguistique
La commune est dans le domaine occitan, et marque la limite avec la langue d'oïl (à l'ouest).

## Histoire
Près du château de la Faye, au sud-ouest de la commune, une levée de terre a été interprétée comme un tumulus ou une petite motte féodale.
L'église du bourg date du début du XIIe siècle.
Les plus anciens registres paroissiaux remontent au premier quart du XVIIe siècle.
Le château de la Faye appartenait vers la fin du XVIIIe siècle à la famille Joubert, et il a été en possession au début du XXe siècle à la famille de Plas.

## Administration

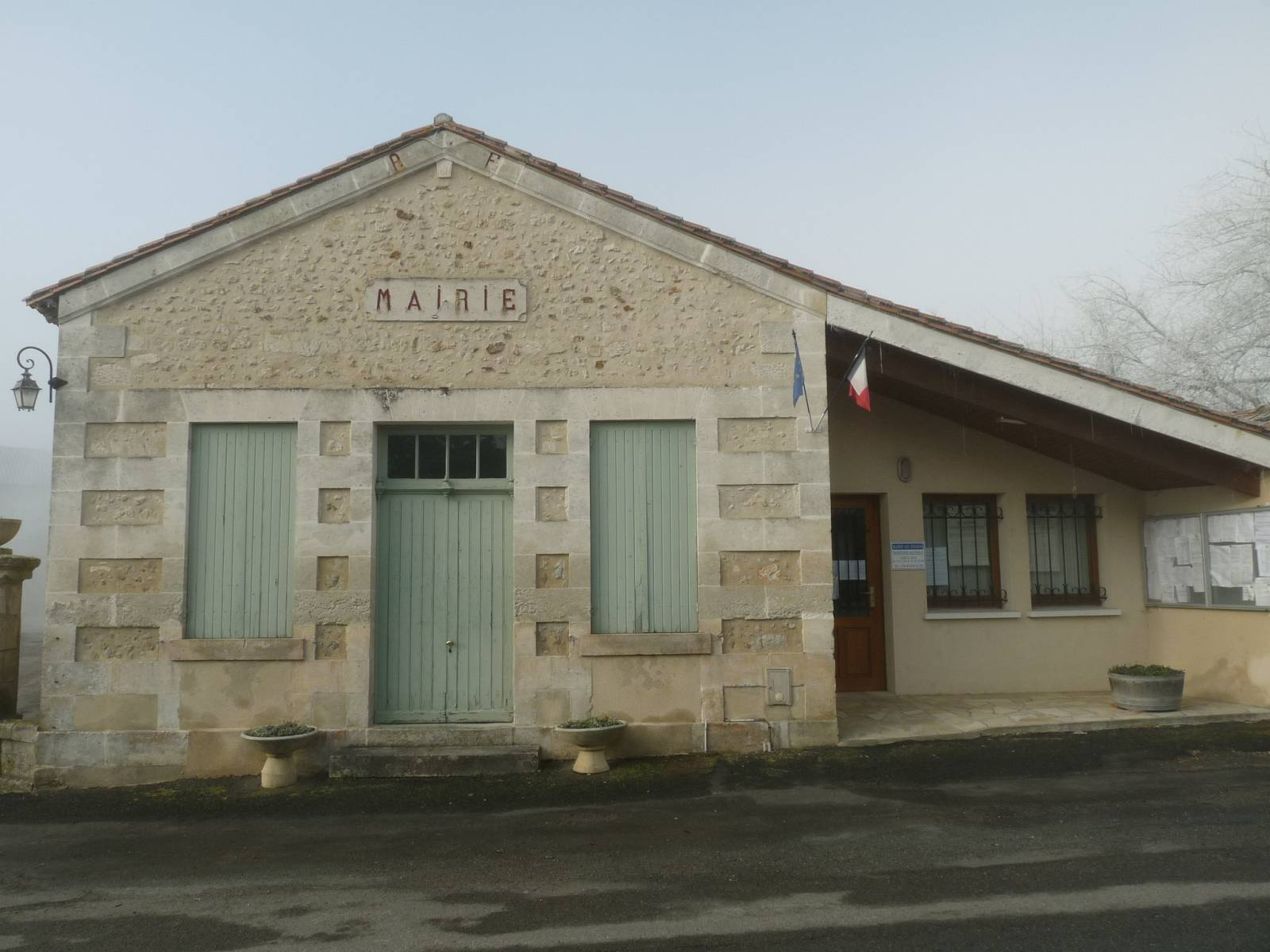
La mairie.

| Période                                  | Période  | Identité              | Étiquette | Qualité             |
| ---------------------------------------- | -------- | --------------------- | --------- | ------------------- |
| Les données manquantes sont à compléter. |          |                       |           |                     |
|                                          |          |                       |           |                     |
| 2001                                     | mai 2020 | Jean-Michel Droillard | SE        | Exploitant agricole |
| mai 2020                                 | En cours | Philippe Adamy        |           |                     |

## Démographie

### Évolution démographique
L'évolution du nombre d'habitants est connue à travers les recensements de la population effectués dans la commune depuis 1793. Pour les communes de moins de 10 000 habitants, une enquête de recensement portant sur toute la population est réalisée tous les cinq ans, les populations de référence des années intermédiaires étant quant à elles estimées par interpolation ou extrapolation. Pour la commune, le premier recensement exhaustif entrant dans le cadre du nouveau dispositif a été réalisé en 2005.

En 2022, la commune comptait 178 habitants, en évolution de −7,77 % par rapport à 2016 (Charente : −0,48 %, France hors Mayotte : +2,11 %).
| 1793 | 1800 | 1806 | 1821 | 1831 | 1841 | 1846 | 1851 | 1856 |
| ---- | ---- | ---- | ---- | ---- | ---- | ---- | ---- | ---- |
| 849  | 795  | 707  | 761  | 792  | 774  | 770  | 728  | 707  |

| 1861 | 1866 | 1872 | 1876 | 1881 | 1886 | 1891 | 1896 | 1901 |
| ---- | ---- | ---- | ---- | ---- | ---- | ---- | ---- | ---- |
| 658  | 622  | 585  | 592  | 565  | 550  | 508  | 478  | 452  |

| 1906 | 1911 | 1921 | 1926 | 1931 | 1936 | 1946 | 1954 | 1962 |
| ---- | ---- | ---- | ---- | ---- | ---- | ---- | ---- | ---- |
| 452  | 405  | 354  | 329  | 335  | 319  | 314  | 304  | 277  |

| 1968 | 1975 | 1982 | 1990 | 1999 | 2005 | 2006 | 2010 | 2015 |
| ---- | ---- | ---- | ---- | ---- | ---- | ---- | ---- | ---- |
| 241  | 233  | 203  | 193  | 197  | 209  | 209  | 204  | 192  |

| 2020 | 2022 | - | - | - | - | - | - | - |
| ---- | ---- | - | - | - | - | - | - | - |
| 183  | 178  | - | - | - | - | - | - | - |

### Pyramide des âges
La population de la commune est relativement âgée.
En 2018, le taux de personnes d'un âge inférieur à 30 ans s'élève à 19,1 %, soit en dessous de la moyenne départementale (30,2 %). À l'inverse, le taux de personnes d'âge supérieur à 60 ans est de 39,9 % la même année, alors qu'il est de 32,3 % au niveau départemental.
En 2018, la commune comptait 100 hommes pour 90 femmes, soit un taux de 52,63 % d'hommes, largement supérieur au taux départemental (48,41 %).
Les pyramides des âges de la commune et du département s'établissent comme suit.
| Hommes | Classe d’âge | Femmes |
| ------ | ------------ | ------ |
| 0,0    | 90 ou +      | 3,4    |
| 16,7   | 75-89 ans    | 19,5   |
| 17,7   | 60-74 ans    | 23,0   |
| 34,4   | 45-59 ans    | 28,7   |
| 11,5   | 30-44 ans    | 6,9    |
| 9,4    | 15-29 ans    | 8,0    |
| 10,4   | 0-14 ans     | 10,3   |

| Hommes | Classe d’âge | Femmes |
| ------ | ------------ | ------ |
| 1      | 90 ou +      | 2,7    |
| 9,2    | 75-89 ans    | 12     |
| 20,6   | 60-74 ans    | 21,3   |
| 20,7   | 45-59 ans    | 20,3   |
| 16,8   | 30-44 ans    | 16     |
| 15,6   | 15-29 ans    | 13,4   |
| 16,1   | 0-14 ans     | 14,3   |

## Économie

### Agriculture
La viticulture occupe une petite partie de l'activité agricole. La commune est située dans les Bons Bois, dans la zone d'appellation d'origine contrôlée du cognac.

## Lieux et monuments

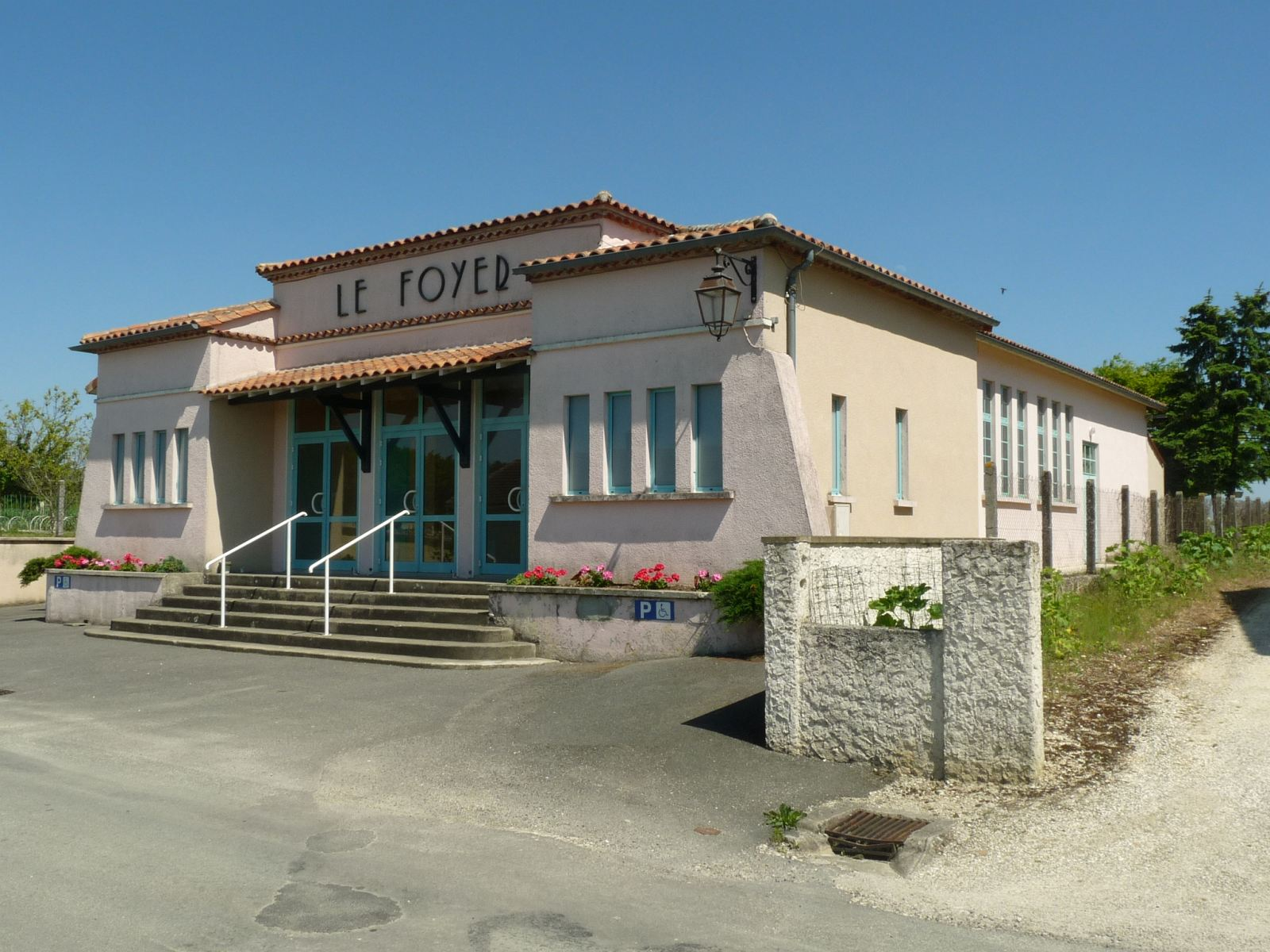
La salle des fêtes.

- L'église paroissiale Saint-Pierre.
- La salle des fêtes.